# Колбаса, Михаил Ефремович
Михаил Ефремович Колбаса (1908—1945) — Гвардии старший сержант Рабоче-крестьянской Красной Армии, участник Великой Отечественной войны, Герой Советского Союза (1945).

## Биография
Михаил Колбаса родился в 1908 году на хуторе Любительский Орджоникидзевского края Нагутского района (ныне — Минераловодский район Ставропольского края). Работал в колхозе. В декабре 1941 года Колбаса был призван на службу в Рабоче-крестьянскую Красную Армию. С мая 1943 года — на фронтах Великой Отечественной войны. Участвовал в Курской битве, битве за Днепр, освобождении Украинской ССР и Польши. К январю 1945 года гвардии сержант Михаил Колбаса командовал отделением 25-го гвардейского стрелкового полка 6-й гвардейской стрелковой дивизии 13-й армии 1-го Украинского фронта. Отличился во время Висло-Одерской операции.
12 января 1945 года отделение Колбасы переправилось через реку Чарна-Нида и захватило плацдарм на её западном берегу в районе населённого пункта Скшельчице. Противник предпринял четыре контратаки, но все они были успешно отбиты. Отделение уничтожило 55 вражеских солдат и офицеров. Во время форсирования Одера в районе Штейнау (ныне — Сцинава) Колбаса переправился на западный берег и отражал немецкие контратаки до подхода основных сил. В рукопашных схватках Колбаса уничтожил 25 вражеских солдат и офицеров.
Указом Президиума Верховного Совета СССР от 10 апреля 1945 года за «мужество, отвагу и героизм, проявленные в борьбе с немецкими захватчиками» гвардии сержант Михаил Колбаса был удостоен высокого звания Героя Советского Союза. Орден Ленина и медаль «Золотая Звезда» он получить не успел, так как 16 апреля 1945 года погиб в бою. Похоронен в населённом пункте Дёберн в 15 километрах к югу от города Форст.
Награждён орденом Отечественной войны II степени[уточнить]  и орденом Красной Звезды, медалью.